# Людвігсгафен-на-Рейні
Людвігсгафен-на-Рейні (нім. Ludwigshafen am Rhein) — місто у Німеччині, друге після Майнца за розміром місто федеральної землі Рейнланд-Пфальц з населенням 172 557 осіб (станом на 31 грудня 2020) та площею 77,68 км². Місто розташоване на лівому березі річці Рейн і формує разом із сусіднім Мангаймом (земля Баден-Вюртемберг) спільний міський простір.
Важливий індустріальний та економічний центр. У місті знаходиться центральний офіс хімічного концерну BASF.

## Персоналії
Тут народились:
- Вільям Дітерле (1893—1972) — німецький і американський кінорежисер і актор.
- Інге Блум (1924—2011) — німецька скульпторка.
- Софія Ману (1982) — грецька співачка.
- Клаудіо Пассареллі (1965) — чемпіон світу з боротьби.